# Podium (sport)
Pour les articles homonymes, voir Podium.

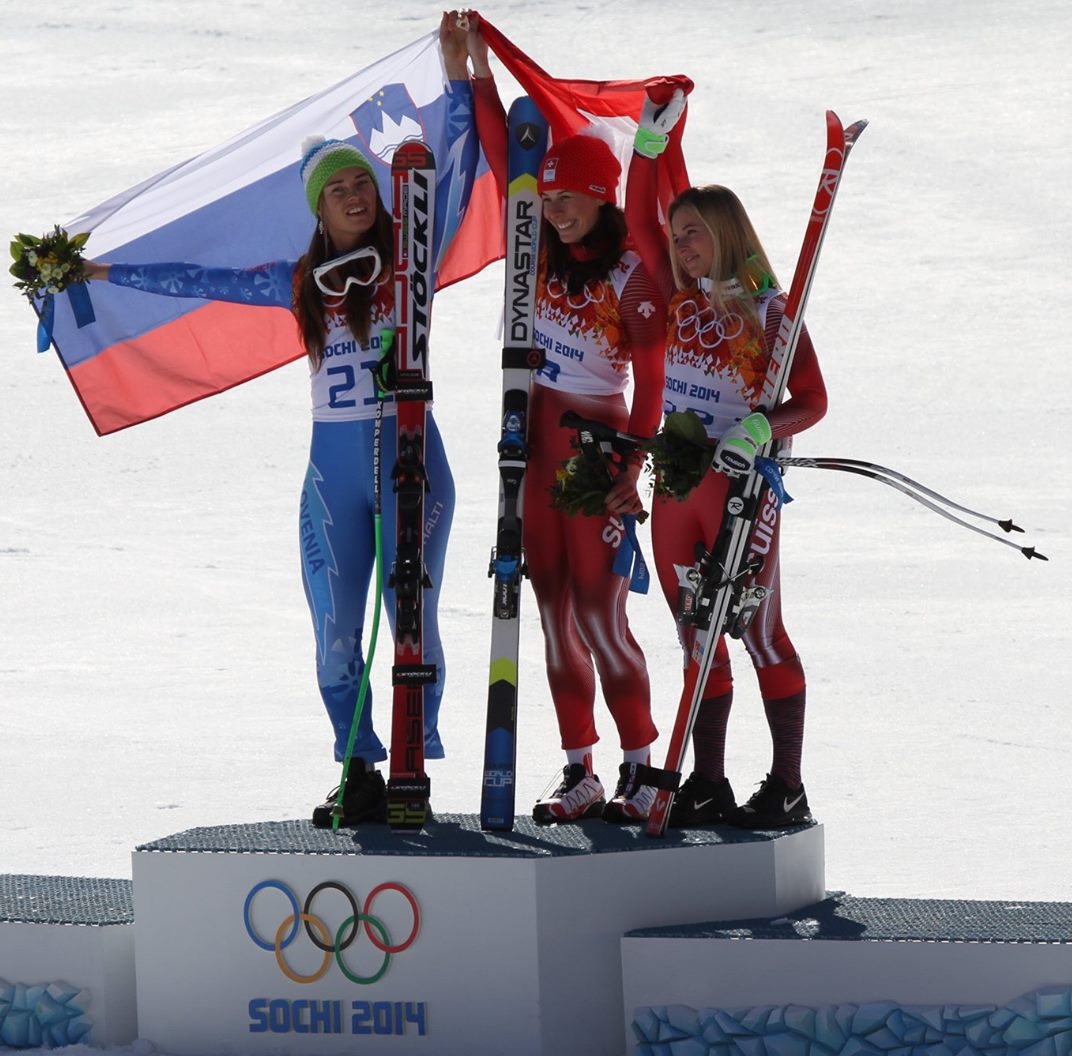
Podium après une épreuve olympique de ski alpin féminin.

Un podium est une structure généralement amovible sur laquelle montent les sportifs ou équipes ayant terminé aux trois premières places d'une compétition sportive. Ils y reçoivent généralement une médaille avant d'écouter l'hymne national du pays correspondant à la nationalité sportive du vainqueur et de prendre la pose pour les photographes couvrant l'événement.
Les podiums sont des structures basses dont le centre est rehaussé pour accueillir le vainqueur en majesté tandis que ses deux principaux compétiteurs se tiennent à côté de lui sur des marches moins hautes.
Les podiums à trois marches sont apparus pour la première fois lors des Jeux olympiques d'hiver de 1932 à Lake Placid.